# キロフスク-アパチートゥイ・ヒビーヌイ空港
キロフスク-アパチートゥイ・ヒビーヌイ空港（ロシア語: Аэропорт «Хибины» Кировск/Апатиты、英語: Kirovsk–Apatity Khibiny Airport）は、ロシア・アパチートゥイとキロフスクの中間地点にある空港。アエロフロートやS7航空では「キロフスク(アパチートゥイ)」と呼称している。

## 就航航空会社と就航都市

### 国内線
| 航空会社       | 就航地                      |
| -------------- | --------------------------- |
| アエロフロート | モスクワ/シェレメーチエヴォ |
| ロシア航空     | サンクトペテルブルク        |
| S7航空         | モスクワ/ドモジェドヴォ     |